# Lunca Sătească, Bistrița-Năsăud
Lunca Sătească este un sat în comuna Târlișua din județul Bistrița-Năsăud, Transilvania, România. La recensământul din 2002 avea o populație de 147 locuitori.